# Gnetum globosum
Gnetum globosum là một loài thực vật hạt trần trong họ Gnetaceae. Loài này được Markgr. mô tả khoa học đầu tiên năm 1971.